# Holger Ehling

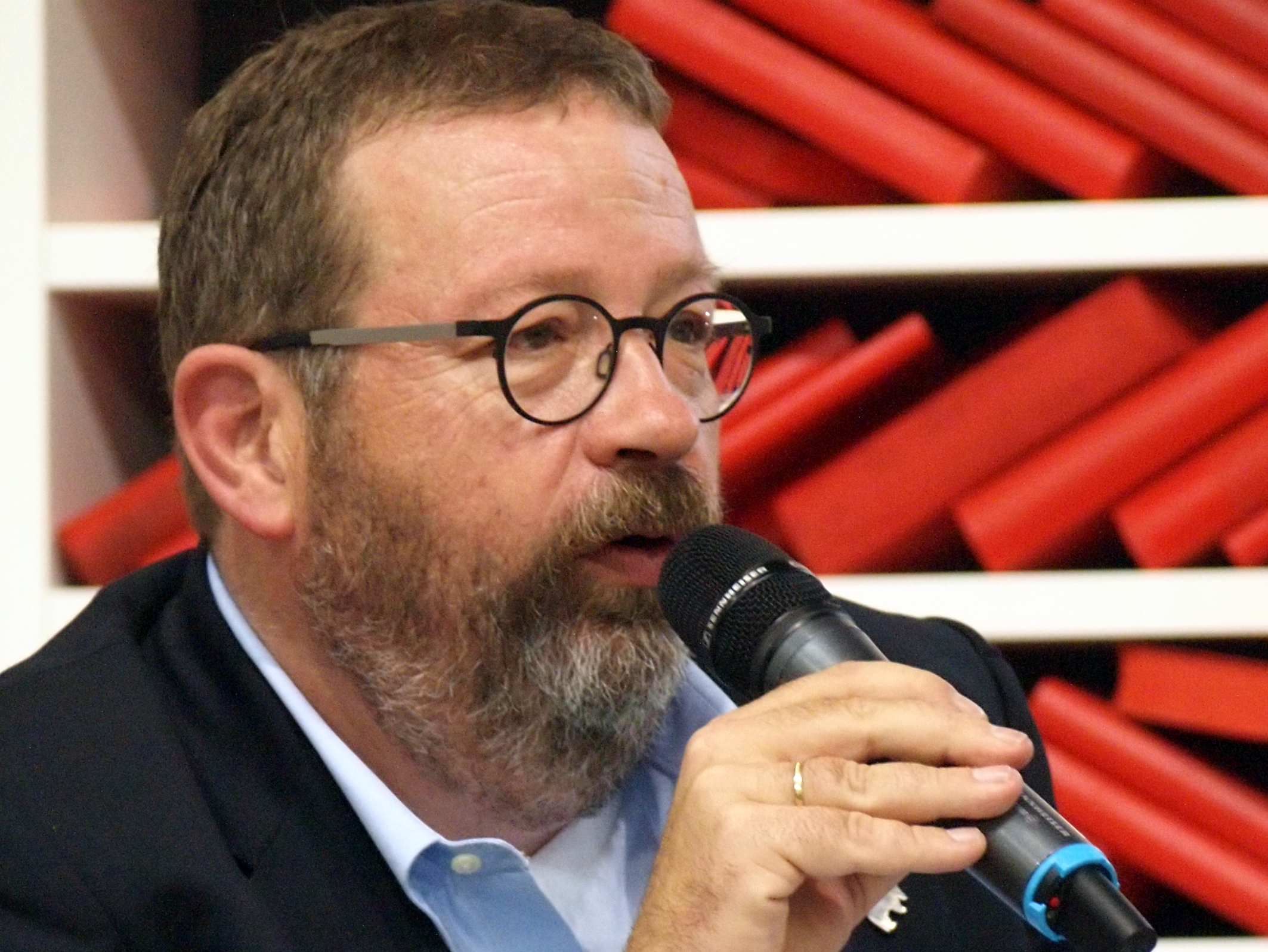
Holger Ehling 2014 auf der Frankfurter Buchmesse

Holger Ehling (* 7. Juli 1961 in Bad Hersfeld) ist ein deutscher Journalist und Autor.

## Leben
Ehling studierte an den Universitäten Göttingen und Mainz und begann Anfang der 1980er Jahre, sich intensiv mit der zeitgenössischen Literatur Afrikas und der Karibik zu beschäftigen. Ab 1982 arbeitete er mit Koué-Alphonse Yaba an der Herausgabe der Zeitschrift Nommo, die wissenschaftliche Beiträge zur afrikanischen Literatur veröffentlichte. 1985 gründete er die Zeitschrift Matatu – Journal for African Culture and Society, die in den folgenden Jahren zu einer Plattform für junge afrikanische Geisteswissenschaftler wurde. 1989 wurde Matatu vom niederländischen Wissenschaftsverlag Editions Rodopi übernommen; nach der Übernahme von Rodopi im Jahr 2014 erscheint die Zeitschrift beim Wissenschaftsverlag Koninklijke Brill NV. Ehling blieb der Zeitschrift bis 2000 als Herausgeber und Chefredakteur verbunden.
Aus seinem Interesse für afrikanische Kulturen entstand eine große Zahl von Beiträgen für deutsch- und englischsprachige Medien und ebenso eine Reihe von Büchern, an denen er als Herausgeber oder Autor mitwirkte. 1994 erschien im Marino-Verlag die Anthologie Töchter Afrikas. Schwarze Frauen erzählen, die Ehling gemeinsam mit Koyo Kouoh herausgab. 1996 erschien das gemeinsam mit dem Ghanaer Jojo Cobbinah verfasste Kochbuch Westafrikanisch kochen. Gerichte und ihre Geschichte. 1997 veröffentlichte er mit Peter Ripken Die Literatur Schwarzafrikas – Ein Lexikon der Autorinnen und Autoren. Von 1990 bis 1991 absolvierte Holger Ehling ein Volontariat an der Hamburger Journalistenschule, seinerzeit noch geleitet von Wolf Schneider. In den folgenden Jahren arbeitete er als freier Korrespondent vor allem in Afrika. Er gehörte zu den ersten Journalisten, die ausführlich über die wirtschaftlichen, sozialen und ökologischen Folgen der Erdölproduktion im Nigerdelta berichteten. Es entstand eine enge persönliche Beziehung zu dem Schriftsteller und Umweltaktivisten Ken Saro-Wiwa, der 1995 vom damaligen nigerianischen Militärregime hingerichtet wurde.
Mitte 1994 wurde Ehling Pressesprecher der Frankfurter Buchmesse. Unter seiner Ägide entwickelte die Frankfurter Buchmesse als erste Veranstaltung ihrer Art ein umfassendes elektronisches Informationssystem. Ende 1997 verließ Ehling die Frankfurter Buchmesse und ließ sich als Korrespondent in London nieder. Dort arbeitete er als Börsen-Berichterstatter für den Spartensender n-tv, für zahlreiche Tageszeitungen, die Nachrichtenagentur epd, das Börsenblatt für den Deutschen Buchhandel sowie die Hörfunksender der ARD.
Im September 2002 kehrte Ehling zurück zur Frankfurter Buchmesse, diesmal als Leiter der Unternehmenskommunikation und für einige Zeit auch als deren stellvertretender Direktor. Gemeinsam mit dem gleichzeitig installierten neuen Buchmesse-Chef Volker Neumann arbeitete er an der Neuausrichtung der Messe und war verantwortlich für die Installation zahlreicher neuer Präsentationsforen, den Ausbau des Internationalen Zentrums der Messe sowie die Einführung des Themas Film & TV. Ab 2003 entwickelte Ehling, gemeinsam mit dem südafrikanischen Verlegerverband PASA, die „Cape Town Book Fair“, die seit 2006 stattfindet. Ehling verließ die Frankfurter Buchmesse Ende 2005.
Seit Anfang 2006 hat Holger Ehling eine Reihe von Publikums- und Fachveranstaltungen entwickelt und berät internationale Buchmessen. So führte er von September 2006 bis Juni 2009 im Literaturhaus Frankfurt die „Frankfurter Verlegergespräche“ durch. Im Jahr 2009 veranstaltete er in der Frankfurter Romanfabrik die Reihe „Mörderische Nachbarn“, in der Kriminalromane aus der Schweiz und den Niederlanden vorgestellt wurden. Gemeinsam mit dem Hamburger Unternehmensberater Ehrhardt Heinold entwickelte er Fachkonferenzen wie die "Content World" für das Management Forum, eine Tochter der Handelsblatt Media Group; seit 2018 veranstaltet er, ebenfalls gemeinsam mit Ehrhardt Heinold, die Fachtagung "Zukunft Verlage" auf der Leipziger Buchmesse.
Als Journalist ist Ehling vor allem mit seinen monatlichen Kolumnen in den Fachzeitschriften „BuchMarkt“ und "Schweizer Buchhandel" präsent, in denen er sich mit den wirtschaftlichen Hintergründen der internationalen Verlags- und Medienbranche beschäftigt.
Seit 2008 arbeitet Ehling verstärkt als Autor und Herausgeber von Sach- und Fachbüchern. Sein Buch England, glorious England (Ch. Links Verlag) erschien im September 2009. Im Jahr 2011 erschienen u. a. London fürs Handgepäck (Unionsverlag) und Nordend – die schönsten Streifzüge durch Frankfurt (Societäts-Verlag, mit Jörg Harraschain). Mit Finding England – An Ausländer's Guide to Perfidious Albion legte er 2012 sein erstes englischsprachiges Buch für den Publikumsmarkt vor, im Jahr darauf erschien mit Die digitale Bücherwelt / La revolución digital del mundo editorial ein Fachbuch, das einen Überblick über mehr als 20 Jahre Digitalisierung in der Buchbranche gibt. In Lissabon. Begegnungen in der Stadt des Lichts (2019) stellt er die portugiesische Metropole anhand von persönlichen Begegnungen mit rund 20 Lisboetas aus den verschiedensten Lebensbereichen vor. Seit 2019 ist er Herausgeber der "Pocket"-Länderreihe bei der Bundeszentrale für politische Bildung.

## Werke (Auswahl)
- Portugal. Bonn Bundeszentrale für politische Bildung, 2020, ISBN 978-3-8389-7195-7
- Lissabon. Begegnungen in der Stadt des Lichts. Wiesbaden Corso, 2019, ISBN 978-3-7374-0750-2
- Großbritannien. Bonn Bundeszentrale für politische Bildung, 2019, ISBN 978-3-8389-7181-0
- Die digitale Bücherwelt / La revolución digital del mundo editorial. Frankfurt/Main Fleet Street Press, 2013, ISBN 978-3-944479-97-2
- Finding England. An Ausländer's Guide to Perfidious Albion. London The Armchair Traveller at Bookhaus, 2012, ISBN 978-1-907973-24-6.
- Nordend, mit Jörg Harraschain, Frankfurt Societäts-Verlag, 2011, ISBN 978-3-942921-07-7.
- eBooks verkaufen – aber richtig!. Frankfurt Phil Space Press, 2011, ISBN 978-3-9801932-9-0.
- Reise nach London: Geschichten fürs Handgepäck. Unionsverlag, 2011, ISBN 3-293-20512-7.
- England, glorious England. 2. Aufl. Berlin Links, 2011, ISBN 978-3-86153-547-8.
- Westafrikanisch kochen. Cobbinah, Jojo Göttingen Verlag: Die Werkstatt, 1998, ISBN 978-3-89533-215-9.